# Viviennea flavicincta
Viviennea flavicincta là một loài bướm đêm thuộc phân họ Arctiinae, họ Erebidae được Gottlieb August Wilhelm Herrich-Schäffer mô tả lần đầu năm 1855. Loài này có ở Colombia và Brasil.